# Elle- og askeskov
Elle- og askeskov betegner sådanne skove eller bevoksninger, hvor el og ask er fremherskende træarter.

## Beskrivelse
Bevoksningerne er forholdsvis åbne med en frodig bundflora af urter, der trives ved rigelig tilgang til vand og næring.

## Forudsætninger
Elle- og askeskove forekommer i områder med fugtig bund med en vis vandbevægelse. Jorden er iltet og frisk, undtagen ved oversvømmelse.

## Træ- og plantearter
Karakteristiske træer er rødel, ask, gråel, hæg, hvidpil, skørpil, gråpil, dunbirk, skovelm.
Karakteristiske urter og planter er akselblomstret star, almindelig fredløs, almindelig mjødurt, angelik, engkarse, engnellikerod, gul anemone, hjortetrøst, kvalkved, kæmpestar, kærstar, kærtidsel, kåltidsel, lundfladstjerne, lundfredløs, milturt, padderokker, skovskræppe, skovstar, skovstorkenæb, stor nælde, sværtevæld, tyndakset star, vandkarse og vorterod.

## Udbredelse i Danmark
Elle- og askeskov forekommer i det mest af landet, dog fortrinsvis i de østlige egne.
Blandt udbredelsessteder kan nævnes Silkeborgskovene langs Gudenåen, Mandbjerg Skov i Sønderjylland, Mølleådalen i Nordøstsjælland, Brobæk Mose ved Gentofte sø nord for København samt Maribosøerne på Lolland.

## Natura 2000
Elle- og askeskov ("Elle- og askeskove ved vandløb, søer og væld") er en naturtype i Natura 2000-netværket, med nummeret 91E0.